# SN 2010cm
SN 2010cm – supernowa odkryta 3 maja 2010 roku w galaktyce E244-G31. W momencie odkrycia miała maksymalną jasność 16,30m.